# Крале по неволя
Крале по неволя (на английски: Pair of Kings) е американски сериал на Disney XD от 2010 г.

## Излъчване
| Сезон | Сезон | Епизоди | Начало на сезона  | Край на сезона   |
| ----- | ----- | ------- | ----------------- | ---------------- |
|       | 1     | 20      | 10 септември 2010 | 2 май 2011       |
|       | 2     | 25      | 13 юни 2011       | 16 април 2012    |
|       | 3     | 22      | 18 юни 2012       | 18 февруари 2013 |

## Герои
- Брейди – Мичъл Мисо
- Бумър – Док Шоу
- Мейсън – Джено Седжърс
- Макейла – Келси Чоу

## В България
В България сериалът се излъчва 2012 г. по Disney Channel. През 2013 г. започва втори сезон. Дублажът е синхронен на студио Александра аудио. Ролите се озвучават от Десислава Чардаклиева, Мими Йорданова, Явор Караиванов, Петър Бонев, Георги Иванов, Иван Велчев, Кристиян Фоков и Здравко Димитров. В първи сезон началната песен е преведена на български, а от втори е оставена с оригиналното ѝ английско аудио.